# Kyoko Takezawa
Kyoko Takezawa (竹澤 恭子?, Takezawa Kyōko; Ōbu, 30 ottobre 1966) è una violinista giapponese.

## Biografia
Kyoko Takezawa, nata a Ōbu nella prefettura di Aichi, ha iniziato a studiare il violino all'età di 3 anni in Giappone come parte del programma del Metodo Suzuki ed a 7 anni e ha fatto parte di una tournée negli Stati Uniti, il Canada e la Svizzera come membro della Suzuki Method Association. Nel 1982 si è classificata prima al 51º Concorso Annuale di Musica in Giappone e dal 1983 anni ha frequentato la Aspen Music School (in Colorado) per poi continuare a studiare con Dorothy DeLay alla Juilliard School di New York fino al diploma nel 1989. Nel 1986 Takezawa ha vinto il primo premio al secondo International Violin Competition of Indianapolis. Più recentemente ha ricevuto due premi: l'Idemitsu Award per l'eccezionale musicalità e l'Aichi Art Cultural Award.
Ha suonato su uno "Stradivari Hammer" prestatogli dalla Nippon Music Foundation fino al 2006. Attualmente utilizza due violini, un Guarneri del Gesù del 1742 e un Antonio Stadivari "Viotti" del 1704. Ha registrato per l'etichetta RCA Victor Red Seal.